# Postrer Río (ort)
Postrer Río är en ort i Dominikanska republiken.   Den ligger i provinsen Independencia, i den västra delen av landet, 170 km väster om huvudstaden Santo Domingo. Postrer Río ligger 16 meter över havet och antalet invånare är 3 078.
Terrängen runt Postrer Río är varierad. Runt Postrer Río är det ganska glesbefolkat, med 28 invånare per kvadratkilometer. Närmaste större samhälle är Villa Jaragua, 17,0 km öster om Postrer Río.